# École pratique supérieure de Metz
L’ancienne Oberrealschule, école supérieure des garçons, actuel lycée Louis-Vincent, est un édifice construit à Metz, en 1912, par les autorités allemandes. Situé rue de Verdun, non loin du Quartier impérial de Metz, cet établissement professionnalisant était réservé aux garçons.

## Contexte historique
Pendant l'annexion allemande, Metz se transforme sous l’action des autorités allemandes qui décident de faire de son urbanisme une vitrine de l’empire wilhelmien. L’éclectisme architectural se traduit par l’apparition de nombreux édifices de style néoroman, tels la poste centrale, le temple Neuf ou une nouvelle gare ferroviaire ; de style néogothique tels le portail de la cathédrale et le temple de Garnison, ou encore de style néorenaissance tel le palais du Gouverneur. L’Oberrealschule participe à cette dynamique urbaine encouragée par Guillaume II.

## Construction et aménagements
La première école technique de Metz - les cours industriels créés à l’initiative de Jean-Victor Poncelet - remonte à 1825. En 1905, une école de perfectionnement industriel, pour les apprentis de l’industrie, est créée dans le lycée existant, mais il n’existait pas de locaux spécialisés pour cet enseignement. La décision de doter la ville de Metz d’une Oberrealschule, un lycée technique tourné vers les mathématiques, les sciences et les langues, est donc prise en 1911. 
L’établissement doit en outre structurer le quartier qui se construit. L'architecte en chef de la ville de Metz, Conrad Wahn, est sollicité. Tout en respectant les principes architecturaux en vogue à cette époque en Allemagne, où l'on privilégie la lumière et l'air, il choisit un style architectural néoclassique, plutôt neutre mais plein d'élégance. La construction commence en 1912. Le gros œuvre est achevé en 1913, mais l’inauguration est retardée à cause de la déclaration de guerre en août 1914. Les travaux des trois bâtiments existants s'achèvent en 1916. Une aile supplémentaire est construite en 1934.
L'édifice, couvert d'une toiture en ardoises, de plan complexe, s'organise autour d'une large cour. Les bâtiments, avec soubassements et chaînages appareillés en pierres de taille, ont une élévation à quatre niveaux rythmés par des fenêtres à la française. L'entrée monumentale du bâtiment principal est encadrée par un portique à quatre colonnes, surmonté de pots à feu et d'angelots sculptés, dans la grande tradition classique.

## Affectations successives

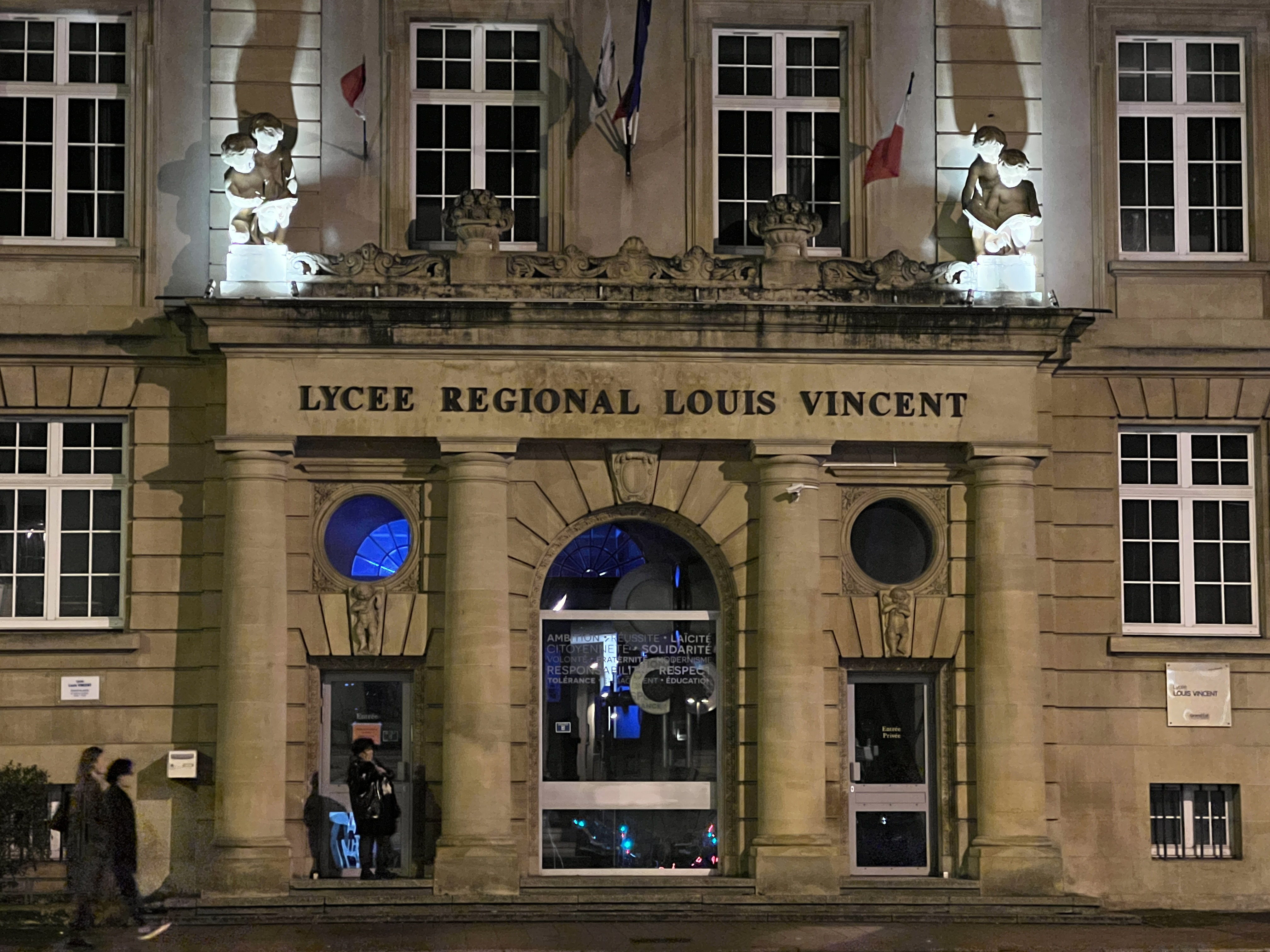
En 2022, l'édifice est affecté au lycée Louis-Vincent

Dès 1919, l’établissement est investi par les autorités françaises, qui décident de regrouper les deux écoles messines de perfectionnement de l’industrie et du commerce dans les locaux de l’Oberrealschule. En 1929, de nouveaux locaux techniques sont mis en service pour la rentrée scolaire. En 1934, un internat est construit par Fournez et Sainsaulieu pour la nouvelle École nationale professionnelle. 
Pendant la seconde annexion, la firme Hobus-Werke y installe une école de formation professionnelle pour ses employés. Le 15 décembre 1942, la Nachrichtenschule der Waffen-SS Metz, une école SS des transmissions dirigée par le Standartenführer Kemper, s'y installe aussi. Après la libération, l’édifice retrouve sa vocation première.
Aujourd’hui, il accueille le lycée d'enseignement général et technologique Louis-Vincent.